# Ceriana dentipes
Ceriana dentipes är en tvåvingeart som först beskrevs av Doesburg 1955.  Ceriana dentipes ingår i släktet griffelblomflugor, och familjen blomflugor. Inga underarter finns listade i Catalogue of Life.